# Szczelina w Głębowcu
Szczelina w Głębowcu – jaskinia, a właściwie schronisko, w Dolinie Kościeliskiej w Tatrach Zachodnich. Wejście do niej znajduje się w żlebie Głębowiec, bocznym odgałęzieniu żlebu Żeleźniak, na wysokości 1280 metrów n.p.m. Długość jaskini wynosi 7 metrów, a jej deniwelacja 6,5 metrów.

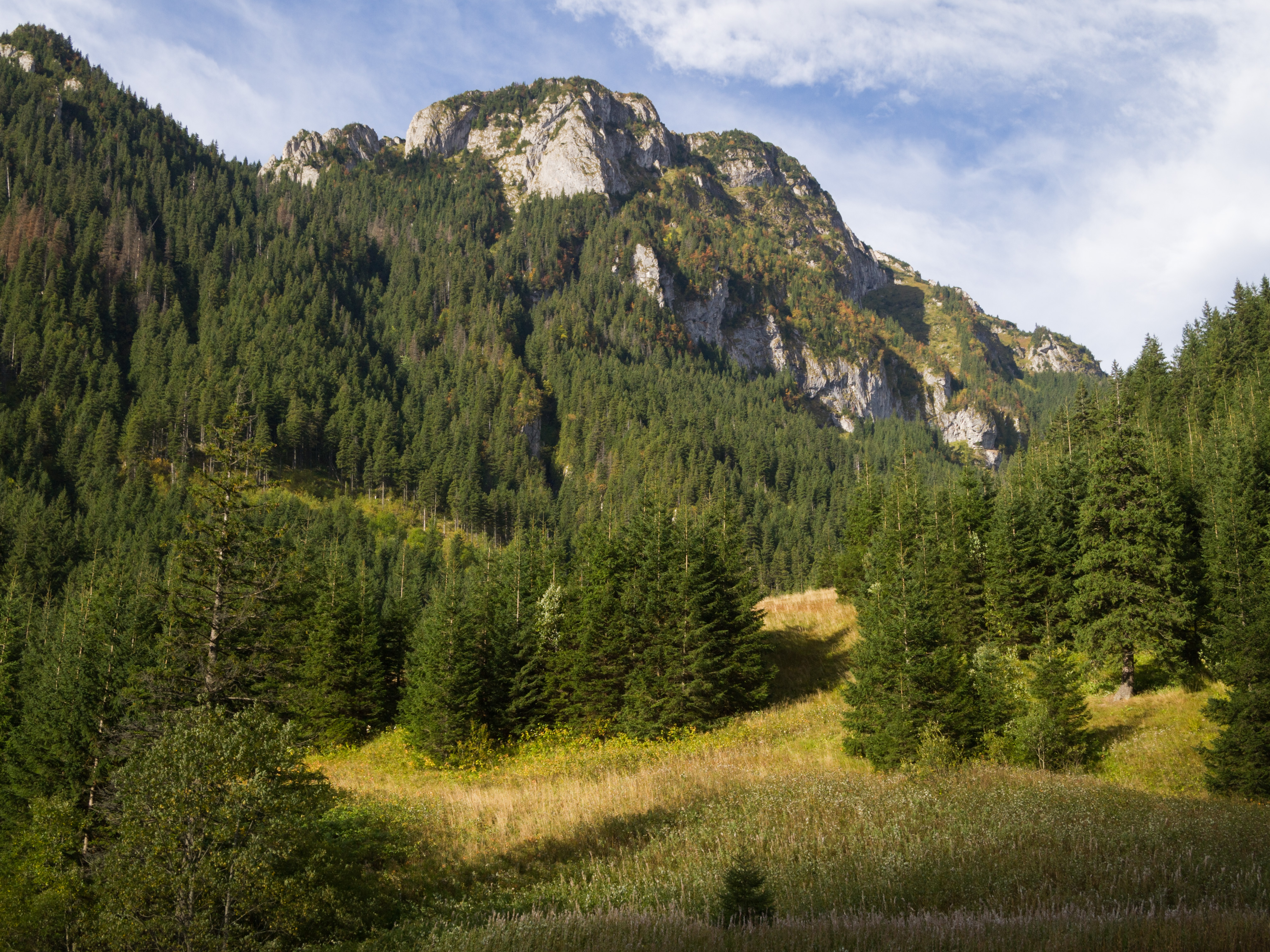
W środku Głębowiec wcięty w lesiste stoki Raptawickiej Grani

## Opis jaskini
Jaskinię stanowi szczelinowy, idący bardzo stromo do góry korytarzyk zaczynający się w wysokim i wąskim otworze wejściowym.

## Przyroda
W jaskini brak jest nacieków. Ściany są wilgotne, rosną na nich rośliny kwiatowe, paprocie, porosty, mchy i glony.

## Historia odkryć
Jaskinia była znana od dawna. Jej pierwszy plan i opis sporządziła I. Luty przy pomocy J. Łabęckiej w 2003 roku.